# Baribal
Baribalul sau ursul negru american (Ursus americanus) este unul din cele mai mari mamifere. Este considerat, de asemenea, cel mai răspândit urs, cifre estimative indicând peste 700.000 exemplare în toată America de Nord. Durata de viață este de 35-40 ani.

## Caracterizarea speciei
Ursul american este un mamifer mare, cu o greutate de până 180 kg și o înălțime de aproximativ 1,2 m și o lungime de 2 m. Însă cel mai mare urs american cunoscut este unul din Wisconsin din anul 1885, ce cântărea 400 kg. Culoarea blănii este de obicei neagră, însă sunt și bruni și chiar albăstrui-închis, întâlniți în zona arctică. Ghearele ursului american sunt mai mici și mai puternice decât cele ale ursului grizzly, ei fiind cei mai buni cățărători din familia Ursidae.

## Dieta
Urșii americani sunt omnivori, ei ar mânca aproape orice. Însă mâncarea lor preferată este mierea, anual mii de apicultori suferind pierderi în urma lor. Dar apicultorii iau măsuri de protejare a stupilor.

## Arealul
Urșii americani sunt răspândiți în toată America de Nord, din Florida până la cercul polar.

## Clasificarea
Sunt 18 subspecii de urși americani.